# Hutatelep
Hutatelep (Huta), település Romániában, a Partiumban, Bihar megyében.

## Fekvése
Tasnádbajom mellett fekvő település.

## Története
Hutatelep korábban Tasnádbajom része volt.
1956-ban vált külön településsé. Ekkor 151 lakosa volt.
2002-es népszámláláskor 10 román lakosa volt.